# Галам Кенналеф I
Галам Кенналеф I (*Galam Cennalath, Galam Cennaleph, д/н — бл.580) — король піктів у 556—580 роках.

## Життєпис
Діяльність Галама відноситься до періоду послаблення королівства. Тривала постійна боротьба за трон. У зв'язку з цим роки правління правителів викликають розбіжності. Ймовірно, одночасно панували декілька королів. Посів трон між 550 та 556 роками. Відповідно до «Піктської хроніки» королював 1 рік самостійно та 1 рік з Бруде I, але це викликає сумнів у дослідників.
Висловлюється думка, що Галам Кенналеф правив у частині Піктії. Згідно з «Хронікою Ольстера», правив до 580 року.